# Günther Domenig
Günther Domenig (* 6. Juli 1934 in Klagenfurt; † 15. Juni 2012 in Graz) war ein österreichischer Architekt.

## Leben
Domenig studierte von 1953 bis 1959 an der Technischen Universität Graz Architektur. Auch nach Abschluss des Studiums blieb Graz seine Hauptwirkungsstätte. Er unterrichtete an der Technischen Universität (seit 1980 als Universitätsprofessor), gleichzeitig wurden viele seiner Bauten auch in Graz realisiert.
Von 1963 bis 1975 arbeitete er zusammen mit Eilfried Huth. Danach war er zum größten Teil alleine tätig, einige Werke entstanden auch zusammen mit Hermann Eisenköck. 1998 gründeten Günther Domenig, Hermann Eisenköck und Herfried Peyker die Architektur Consult ZT GmbH, die er 2006 verließ.
Seit 2003 arbeitete Günther Domenig vorwiegend mit Gerhard Wallner in der Architekten Domenig & Wallner ZT GmbH zusammen.
Nach seinem Tod wurde Domenig in Graz eingeäschert, die Urne später im Grab der Familie Domenig in Feldkirchen in Kärnten bestattet.

## Stil
Domenigs Baustil hat verschiedene architektonische Strömungen seit den 1960er Jahren wie Strukturalismus, Brutalismus und Dekonstruktivismus vorweggenommen und zum Teil entscheidend mitgeprägt. Sein Hauptwerk wird dem Dekonstruktivismus zugerechnet und ist zwischen Expressionismus sowie Poststrukturalismus angesiedelt. Manche Werke erheben den Anspruch, Gesamtkunstwerke zu sein. Dazu zählt vor allem auch sein persönliches Opus magnum, das Steinhaus in Steindorf am Ossiacher See.

## Bauwerke
| Foto |                 | Baujahr   | Name                                                                                    | Standort                                         | Beschreibung | Metadaten                                                                           |
| --- | --------------- | --------- | --------------------------------------------------------------------------------------- | ------------------------------------------------ | --- | ----------------------------------------------------------------------------------- |
| ja | Datei hochladen | 1959      | Haus Holzer HERIS-ID: 113929                                                            | Klagenfurt Standort                              | | P84(Architekt):Günther Domenig P131(Ort):Klagenfurt am Wörthersee Region-ISO:AT-2   |
| ja | Datei hochladen | 1964      | Graz International Bilingual School                                                     | Georgigasse 85-91, unger. Nr. Standort           | Anmerkung: zuvor Katholisch-Pädagogische Akademie Graz, mit Eilfried Huth, Österreichischer Bauherrenpreis 1967 | P84(Architekt): P131(Ort):Graz Region-ISO:AT-6                                      |
| ja | Datei hochladen | 1967–1969 | Katholische Pfarrkirche Oberwart HERIS-ID: 12193 Objekt-ID: 8328                        | Steinamangererstraße 15 Standort                 | Anmerkung: mit Eilfried Huth                                                                                    | P84(Architekt):Günther Domenig P131(Ort):Oberwart Region-ISO:AT-1                   |
| ja | Datei hochladen | 1968–1973 | FRZ Leoben                                                                              | Standort                                         | → Hauptartikel : Zentrum für Kunststofftechnik f1                                                               | P84(Architekt):Günther Domenig, Eilfried Huth P131(Ort):Leoben Region-ISO:AT-6      |
| ja BW | Datei hochladen | 1969      | Haus Eigner I, Neunkirchen                                                              | Eltzgasse 9, Neunkirchen Standort                | | P84(Architekt):Günther Domenig P131(Ort):Neunkirchen Region-ISO:AT-3                |
| [[Vorlage:Bilderwunsch/code!/O:Olympia-Schwimmhalle!/C:48.17361111,11.55166667!/D:Pavillon der Olympia-Schwimmhalle München Coubertinplatz 1 !/\|BW]]          | Datei hochladen | 1970      | Pavillon der Olympia-Schwimmhalle München · Wikidata                                    | Coubertinplatz 1 Standort                        | Anmerkung: mit Eilfried Huth                                                                                    | P84(Architekt):Günther Domenig P131(Ort):München Region-ISO:DE-BY                   |
| BW | Datei hochladen | 1972      | Mehrzwecksaal der Schulschwestern Eggenberg in Graz                                     | Standort                                         | | P84(Architekt):Günther Domenig P131(Ort):Graz Region-ISO:AT-6                       |
| ja | Datei hochladen | 1975–1979 | Zentralsparkassenfiliale Favoritenstraße, Wien HERIS-ID: 47982 Objekt-ID: 51356         | Favoritenstraße 118 Standort                     | → Hauptartikel : Domenig-Haus f1                                                                                | P84(Architekt):Günther Domenig P131(Ort):Favoriten Region-ISO:AT-9                  |
| ja | Datei hochladen | 1978–1980 | Humanic Alser Straße                                                                    | Standort                                         | Anmerkung: Der Würstelstand am Alserspitz ist in den Vorbau integriert                                          | P84(Architekt):Günther Domenig P131(Ort):Wien Region-ISO:AT-9                       |
| ja | Datei hochladen | 1978–1982 | Schiffswerft Klagenfurt                                                                 | Standort                                         | Anmerkung: mit Volker Gienke                                                                                    | P84(Architekt):Günther Domenig P131(Ort):Klagenfurt am Wörthersee Region-ISO:AT-2   |
| ja | Datei hochladen | 1981–1986 | ehemalige Z-Filiale Graz Dietrichsteinplatz                                             | Standort                                         | | P84(Architekt):Günther Domenig P131(Ort):Graz Region-ISO:AT-6                       |
| ja | Datei hochladen | 1982–2008 | Steinhaus in Steindorf am Ossiacher See HERIS-ID: 80953 Objekt-ID: 94710                | Uferweg 31 Standort                              | → Hauptartikel : Domenig Steinhaus f1                                                                           | P84(Architekt):Günther Domenig P131(Ort):Steindorf am Ossiacher See Region-ISO:AT-2 |
| ja | Datei hochladen | 1983–1984 | Institutsgebäude für die Technische Universität Graz                                    | Lessingstraße 25, Steyrergasse Standort          | | P84(Architekt):Günther Domenig P131(Ort):Graz Region-ISO:AT-6                       |
| ja | Datei hochladen | 1983      | Boutique „Rikki Reiner“ im Alten Rathaus, Klagenfurt HERIS-ID: 35637 Objekt-ID: 34431   | Alter Platz 1 Standort                           | zerstört Anmerkung: April 2021 zerstört                                                                         | P84(Architekt): P131(Ort):Klagenfurt am Wörthersee Region-ISO:AT-2                  |
| ja | Datei hochladen | 1988–1989 | Kraftwerk Unzmarkt                                                                      | Standort                                         | Anmerkung: mit Peter Hellweger                                                                                  | P84(Architekt):Günther Domenig P131(Ort):Unzmarkt-Frauenburg Region-ISO:AT-6        |
| BW | Datei hochladen | 1984–1988 | Wohnanlage Neufeldweg in Graz                                                           | Standort                                         | Anmerkung: im Rahmen des Modell Steiermark                                                                      | P84(Architekt):Günther Domenig P131(Ort):Graz Region-ISO:AT-6                       |
| ja | Datei hochladen | 1987      | Umbau FunderMax Werk II in Glandorf (Kärnten) bei Sankt Veit an der Glan                | Standort                                         | | P84(Architekt):Günther Domenig P131(Ort):Sankt Veit an der Glan Region-ISO:AT-2     |
| ja | Datei hochladen | um 1990   | Renovierung Hauptanstalt der Bank Austria                                               | Vordere Zollamtsstraße 13, Wien Standort         | Anmerkung: mit Peter Podsedensek                                                                                | P84(Architekt): P131(Ort):Wien Region-ISO:AT-9                                      |
| ja | Datei hochladen | 1991      | Mursteg in Graz                                                                         | Standort                                         | | P84(Architekt):Günther Domenig P131(Ort):Innere Stadt Region-ISO:AT-6               |
| ja | Datei hochladen | 1991–1992 | Umbau Schloss Neuhaus, Kärnten HERIS-ID: 35847 Objekt-ID: 34675                         | Neuhaus 1 Standort                               | → Hauptartikel : Schloss Neuhaus in Kärnten f1                                                                  | P84(Architekt): P131(Ort):Neuhaus Region-ISO:AT-2                                   |
| ja | Datei hochladen | 1993      | Center am Kai in Graz                                                                   | Standort                                         | | P84(Architekt):Günther Domenig P131(Ort):Graz Region-ISO:AT-6                       |
| BW | Datei hochladen | 1987–1994 | Landeskrankenhaus in Bruck an der Mur                                                   | Standort                                         | | P84(Architekt):Günther Domenig P131(Ort):Bruck an der Mur Region-ISO:AT-6           |
| ja | Datei hochladen | 1993      | Ausstellungsgebäude in der Heft, Hüttenberg für die Kärntner Landesausstellung          | Standort                                         | Anmerkung: Teil des Eisenhüttenwerks und Hochofenanlage                                                         | P84(Architekt):Günther Domenig P131(Ort):Hüttenberg Region-ISO:AT-2                 |
| [[Vorlage:Bilderwunsch/code!/C:46.6728,14.6628!/D:GIG, Gründer-, Innovations- und Gewerbezentrum, Völkermarkt Alfred-Nobel-Straße 1, 9100 Völkermarkt !/\|BW]] | Datei hochladen | 1993–1995 | GIG, Gründer-, Innovations- und Gewerbezentrum, Völkermarkt                             | Alfred-Nobel-Straße 1, 9100 Völkermarkt Standort | | P84(Architekt):Günther Domenig P131(Ort):Völkermarkt Region-ISO:AT-2                |
| ja | Datei hochladen | 1993–1996 | RESOWI-Zentrum der Universität Graz                                                     | Universitätsstraße 15, 8010 Graz Standort        | | P84(Architekt):Günther Domenig, Hermann Eisenköck P131(Ort):Graz Region-ISO:AT-6    |
| [[Vorlage:Bilderwunsch/code!/C:48.2167,16.5258!/D:Schule Simonsgasse, Wien 22 Simonsgasse 22, 1220 Wien !/\|BW]]                                               | Datei hochladen | 1993–1996 | Schule Simonsgasse, Wien 22                                                             | Simonsgasse 22, 1220 Wien Standort               | | P84(Architekt):Günther Domenig P131(Ort):Wien Region-ISO:AT-9                       |
| BW | Datei hochladen | 1995      | Museumserweiterung für die Steirische Landesausstellung 1997 in Leoben, KulturQuartiers | Standort                                         | | P84(Architekt):Günther Domenig P131(Ort):Leoben Region-ISO:AT-6                     |
| ja | Datei hochladen | 1995      | Stätte der Begegnung, Vorplatz, Hermagoras Verein und Verlag / Mohorjeva, Klagenfurt    | Standort                                         | | P84(Architekt):Günther Domenig P131(Ort):Klagenfurt am Wörthersee Region-ISO:AT-2   |
| ja | Datei hochladen | 1998–2000 | Kunstakademie Münster · Wikidata                                                        | Standort                                         | → Hauptartikel : Kunstakademie Münster f1                                                                       | P84(Architekt):Günther Domenig P131(Ort):Münster Region-ISO:DE-NW                   |
| ja | Datei hochladen | 1998      | Aus- und Umbau des Stadttheaters Klagenfurt                                             | Standort                                         | | P84(Architekt):Günther Domenig P131(Ort):Klagenfurt am Wörthersee Region-ISO:AT-2   |
| ja | Datei hochladen | 1998      | Dokumentationszentrum Reichsparteitagsgelände in Nürnberg · Wikidata                    | Bayernstraße 110 Standort                        | → Hauptartikel : Dokumentationszentrum Reichsparteitagsgelände f1                                               | P84(Architekt):Günther Domenig P131(Ort):Nürnberg Region-ISO:DE-BY                  |
| ja | Datei hochladen | 1998–2000 | Landeskrankenhaus Graz West                                                             | Standort                                         | → Hauptartikel : LKH Graz II Standort West f1                                                                   | P84(Architekt):Günther Domenig P131(Ort):Graz Region-ISO:AT-6                       |
| ja | Datei hochladen | 2000–2002 | Ossiacher See Halle, Steindorf am Ossiachersee                                          | Standort                                         | | P84(Architekt):Günther Domenig P131(Ort):Steindorf am Ossiacher See Region-ISO:AT-2 |
| BW | Datei hochladen | 2001–2005 | Treibacher Industrie AG, Portierhaus                                                    | Standort                                         | | P84(Architekt):Günther Domenig P131(Ort):Althofen Region-ISO:AT-2                   |
| ja | Datei hochladen | 2002      | Hotel Augarten in Graz                                                                  | Standort                                         | | P84(Architekt):Günther Domenig P131(Ort):Graz Region-ISO:AT-6                       |
| ja | Datei hochladen | 2004      | T-Center in Wien                                                                        | Standort                                         | → Hauptartikel : T-Center f1                                                                                    | P84(Architekt):Günther Domenig P131(Ort):Wien Region-ISO:AT-9                       |
| BW | Datei hochladen | 2010      | Dachgeschoßausbau Zum Silbernen Elefanten                                               | Standort                                         | | P84(Architekt):Günther Domenig P131(Ort):Graz Region-ISO:AT-6                       |

## Auszeichnungen
- 1967: mit Eilfried Huth: Österreichischer Bauherrenpreis 1967 für die Katholisch-Pädagogische Akademie Graz
- 1969: mit Eilfried Huth: Grand Prix international d'Urbanisme et d'Architecture Cannes
- 1981: Österreichischer Bauherrenpreis 1981 für die Z-Zweigstelle Favoriten in Wien
- 1989: Österreichischer Bauherrenpreis 1989 für das Kraftwerk Frauenburg in Unzmarkt
- 1995: Österreichischer Bauherrenpreis für die Landesausstellung Kärnten: Grubenhunt und Ofensau
- 1995: Goldene Ehrenmedaille Stadt Wien
- 1996: Preis des Landes Kärnten
- 1997: Österreichischer Bauherrenpreis für das ReSowi-Zentrum in Graz
- 1997: Ehrenmitgliedschaft im Bund Deutscher Architekten BDA
- 1998: Österreichischer Bauherrenpreis 1998 Generalsanierung Stadttheater Klagenfurt
- 2004: Großer Österreichischer Staatspreis für Architektur für das Gesamtwerk[2]
- 2004: Österreichisches Ehrenkreuz für Wissenschaft und Kunst I. Klasse
- 2006: Österreichischer Staatspreis für Architektur und Österreichischer Bauherrenpreis 2006 für das T-Center in Sankt Marx

- Im März 2007 fand im Museum für angewandte Kunst (MAK) Wien unter dem Titel Günther Domenig – Das grafische Werk im MAK eine Ausstellung über das grafische Werk des Architekten statt.

- In ehemaligen Räumen der Ankerbrot-Fabrik in Wien 10 (siehe hier) wurde im Herbst 2014 die aus dem Wiener Domenig-Haus (wo sie 2008–2013 geöffnet war) verlegte Domeniggalerie eingerichtet (Wien 10., Puchsbaumgasse 1c, Stiege 5.2, Zugang auch über Absberggasse 27). Die Galerie gehört nach wie vor zum Kulturverband Favoriten, dessen Präsidentin Bezirksvorsteherin Hermine Mospointner ist, und wird von Gertrud Hopf geleitet.

## Publikationen
- mit Matthias Boeckl: Günther Domenig – Recent Work, Springer-Verlag, Wien 2005, ISBN 3-211-83876-7.
- Paolo Vincenzo Genovese: Günther Domenig. Lanci di masse diroccate, Testo & Immagine, Torino 1998, ISBN 88-86498-53-5.